# Ales Prudnikau

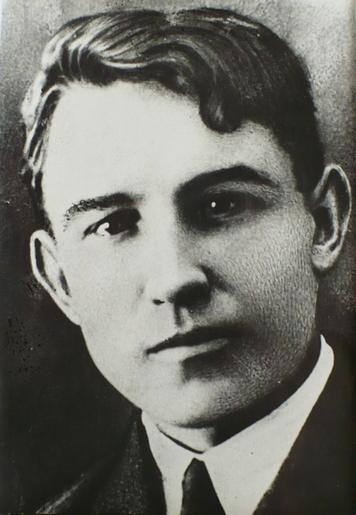
Ales Prudnikau

Ales Traphimawitsch Prudnikau (belarussisch Алесь Трафімавіч Пруднікаў; * 1. Apriljul. / 14. April 1910greg. in Stary Dsedsin, Russisches Kaiserreich; † 5. August 1941 nahe dem Dorf Utuki, Karelo-Finnische SSR) war ein belarussischer Dichter.

## Biographie
Ales Traphimawitsch Prudnikau wurde am 14. April 1910 im Dorf Stary Dsedsin geboren. Er war ein Vetter des ebenfalls als Dichter in Erscheinung getretenen Pawel Prudnikau. In seiner Kindheit tobten schwere Kriege, die ihn nachhaltig prägten. Sein Vater wurde im Ersten Weltkrieg verwundet und starb 1917. Ales beendete 1930 die Schule im benachbarten Dorf Milaslawizy bei seinem Vetter Pawel. Von 1930 bis 1933 arbeitete und studierte er an der Pädagogischen Universität in Minsk. 1933 wurde er, wie viele junge Dichter zu dieser Zeit, verhaftet, bald aber wieder entlassen und in die Rote Armee einberufen (bis 1935). 1938 beendete er die Pädagogische Universität im Leningrad. 1938–1941 arbeitete er als Lehrer und Inspektor in diversen Schulen in Karelo-Finnische ASSR/SSR. Zu Beginn des Großen Vaterländischen Krieges wurde er als Aufklärer eingesetzt und fiel nur wenige Monate darauf nahe dem Dorf Utuki.

## Literarische Tätigkeit
Ales begann 1926 in seiner Schule mit Vetter Pawel, literarisch tätig zu werden. Er wurde auch Korrespondent der Schulzeitung. Die ersten Gedichte erschienen 1930. Seine Poeme Die Irdischen Sterne (Зямныя зоры) erschien 1932 als einzelnes Buch. Es gibt auch drei Gedichte in der Gedichtsammlung Vom Blut des Herzens (Крывёю сэрца) der verschiedenen belarussischen Dichter, die im Zweiten Weltkrieg getötet wurden.
Bis heute gibt es keine Übersetzungen der Werke von Ales Prudnikau ins Deutsche.

## Werke
- Пруднікаў, А. Зямныя зоры / Алесь Пруднікаў. - Мн., Дзяржаўнае выдавецтва Беларусі, 1932. (belarussisch)
- Крывёю сэрца / укладальнік А. Вялюгін. - Мн., Беларусь, 1967. С. 116-122. (belarussisch)